# Spar-Zentrale Duisburg

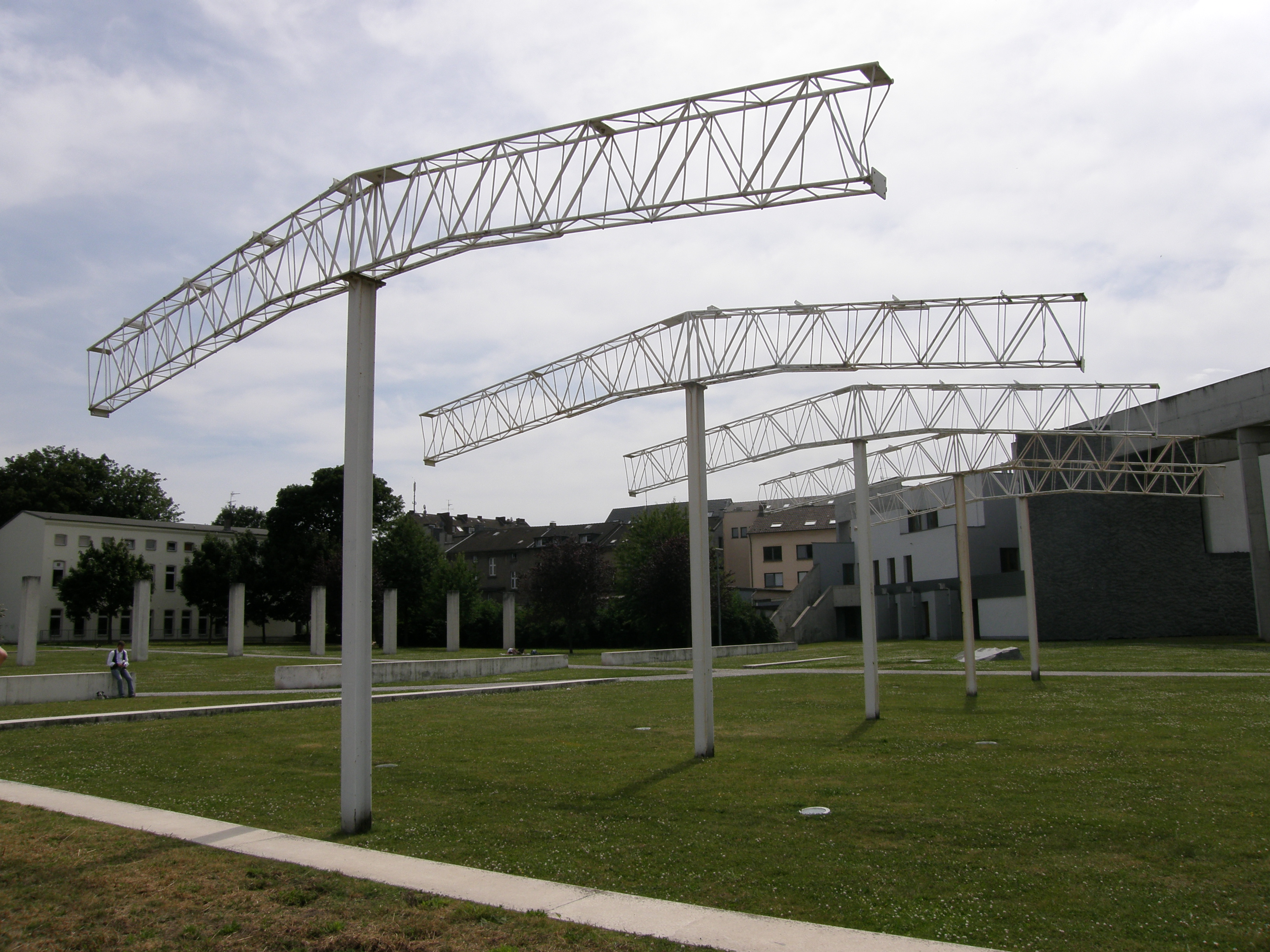
Reste der Tragkonstruktion der Firmenhalle

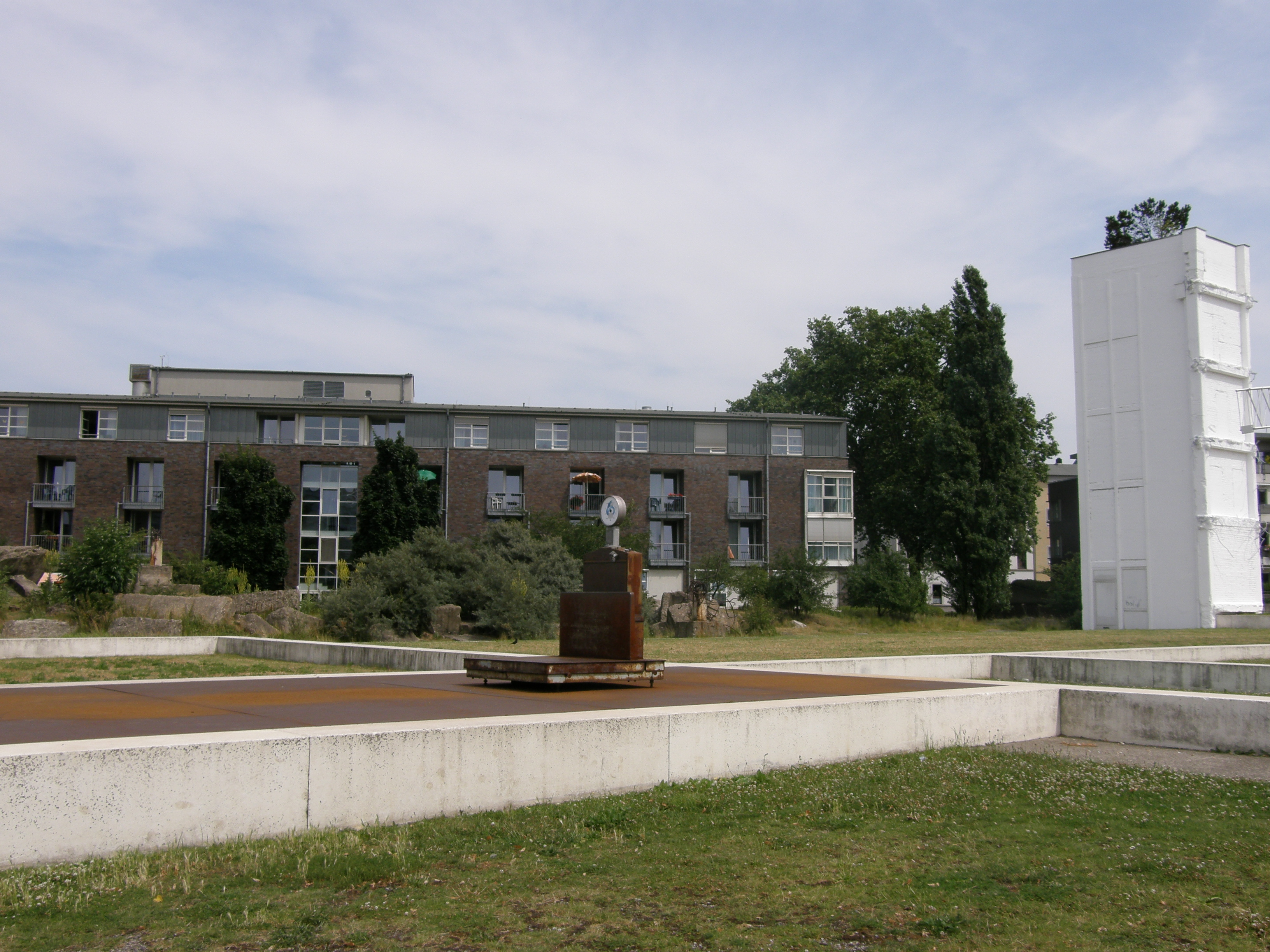
Seniorenzentrum mit Steingarten und ehemaligem Treppenhaus

Die Spar-Zentrale Duisburg war eine Großeinkaufsgesellschaft im Gewerbegebiet am Innenhafen zwischen Stapeltor und Springwall. Ähnlich wie beim Ludwigsforum sind nur noch wenige Gebäudesegmente und Grundrissmarkierungen im Garten der Erinnerung (Altstadtpark) erhalten geblieben.
1877 baute die Firma Brügmann & Sohn (Säge- und Hobelwerke) an dieser Stelle die erste Dampfsägemühle. 1939 wurde dann das Kolonialwarenlager Karl Schmidt errichtet, die ersten Handelswaren waren Kaffee und verschiedene Fruchtweine. 1959 expandierte das Handelshaus zur Spar-Zentrale für das Ruhrgebiet, die Brüder Wilhelm Schmidt-Ruthenbeck und Ernst Schmidt übernahmen die OHG in der zweiten Generation. Sie belieferten über 500 Spar-Einzelhändler in den Bereichen Ruhrgebiet und Niederrhein und gründeten 1963 auch den ersten Metro SB-Großmarkt in Essen. Durch Aufbau der Metro AG und Einbringung des Familienvermögens in die Stiftung Mercator Schweiz wurde die Spar-Zentrale in Duisburg letztlich aufgelöst. 
Von den Lagergebäuden sind nur noch die Markierungen der Grundrisse, einige Stützstreben und das ehemalige Treppenhaus als Turm vorhanden. Diese Reste wurden von Dani Karavan mit den für ihn typischen Stilmitteln wie weißen Streifen, einbeziehen der Natur durch Bepflanzungen, erinnern an die ursprüngliche Bebauung durch einen Steingarten und segmentieren der Flächen durch unterschiedliche Bodenniveaus bewusst als Teile des Altstadtparkes herausgearbeitet.
Auf dem südlichen Teil des Grundstückes wurde ein Seniorenzentrum errichtet.